# Mario Bava

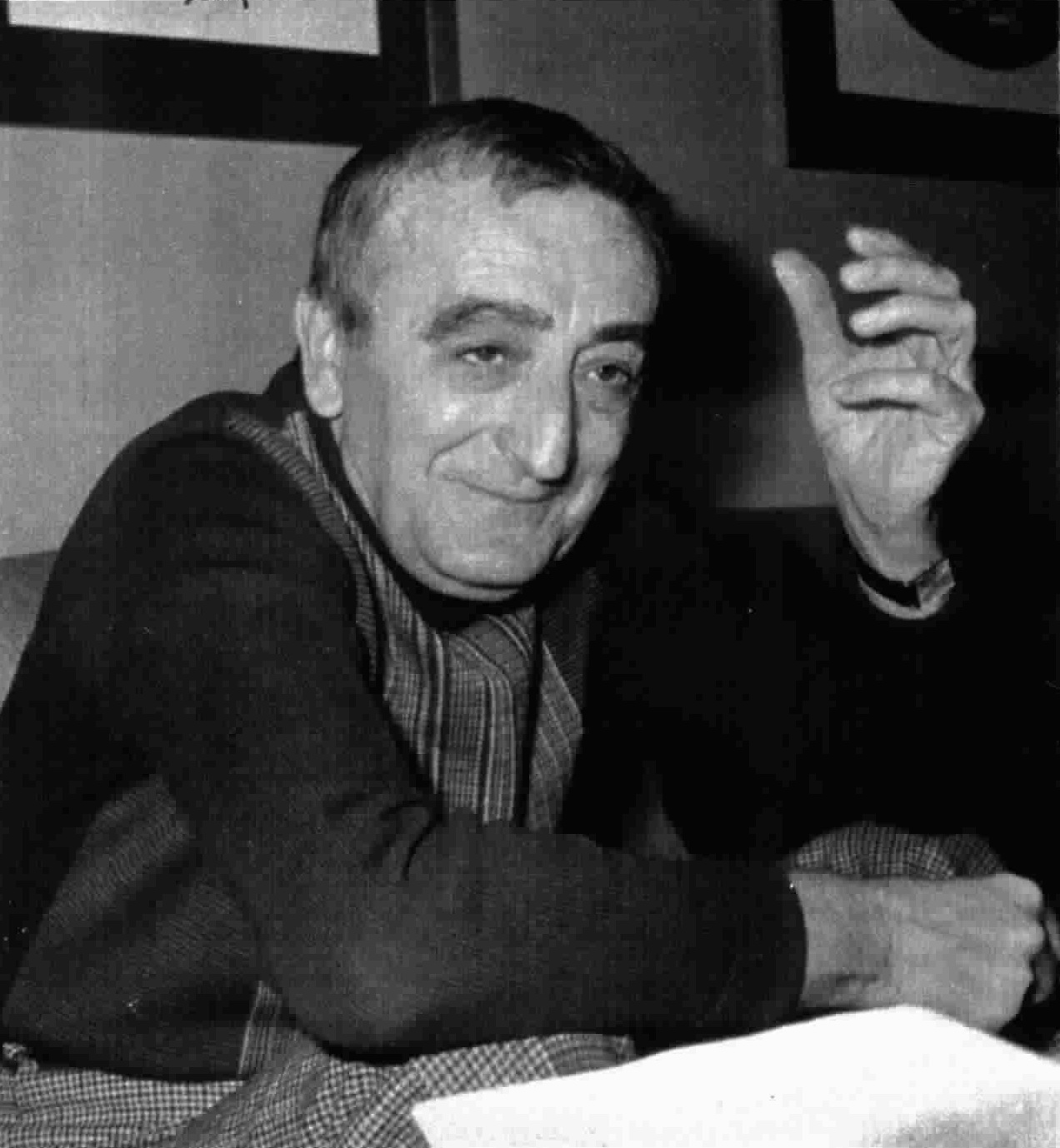
Mario Bava, 1975

Mario Bava (* 31. Juli 1914 in Sanremo; † 25. April 1980 in Rom) war ein italienischer Filmregisseur, Kameramann und Drehbuchautor. Der Schwerpunkt seiner Arbeiten lag im Horrorfilm und im Giallo. Sein bekanntester Film ist der 1960 entstandene Die Stunde, wenn Dracula kommt.

## Biografie
Mario Bavas Vater, Eugenio Bava, ursprünglich ein Bildhauer und Maler, arbeitete schon in den frühen Tagen des italienischen Kinos als Kameramann. Nach einem gescheiterten Kunststudium assistierte Mario Bava seinem Vater bei Dreharbeiten. Schon bald war er selbst als Kameramann und Regieassistent tätig. Der erste Regieauftrag erfolgte eher zufällig: Als der Regisseur Riccardo Freda sich am Set des Films Der Vampir von Notre Dame mit dem Produzenten überworfen hatte, wurde Bava kurzerhand beauftragt, den Film zu vollenden.
1960 drehte Bava mit Die Stunde, wenn Dracula kommt seinen ersten eigenen Film. Der atmosphärisch dichte Schwarzweißfilm war international erfolgreich und verschaffte Bava großes Renommee. Er löste eine Welle von italienischen „gotischen“ Horrorfilmen aus, die ein rundes Jahrzehnt lang anhalten sollte. Heute gilt Die Stunde, wenn Dracula kommt als Klassiker des Genres, der viele Regisseure maßgeblich beeinflusst hat. Der bis dahin unbekannten Hauptdarstellerin Barbara Steele gelang mit ihrer Doppelrolle der Durchbruch: Sie galt bald als Ikone des Horrorfilms und wurde über viele Jahre hinweg entsprechend besetzt. Der Film blieb die einzige Zusammenarbeit zwischen Bava und ihr.
Bereits seinen nächsten Film, Vampire gegen Herakles (1961), drehte Bava in Farbe. Die ausgeklügelte Farbdramaturgie seiner Filme sollte zu seinem Markenzeichen werden. Im Folgenden war Bava nahezu ausschließlich als Regisseur tätig. Er verdingte sich als Auftragsarbeiter in nahezu allen populären Genres des stark trendorientierten italienischen Kommerzkinos. Auf visueller Ebene hoben sie sich dabei deutlich von den gängigen Durchschnittsproduktionen ab. Da Bava zudem im Ruf stand, gut mit Budgets haushalten zu können, wurde er von den Produzenten oft und gerne eingesetzt. Gefahr: Diabolik!, eine Adaption des in Italien sehr populären Superverbrecher-Comics Diabolik, realisierte er 1967 trotz ansehnlicher Effekte und vieler Schauwerte mit gerade mal der Hälfte des angesetzten Budgets. Allerdings stand ihm für die meisten seiner Arbeiten ohnehin nur ein niedriges Budget zur Verfügung: Die Kulisse des Planeten in Planet der Vampire (1965) wurde lediglich mit zwei künstlichen Felsen und einer Nebelmaschine erschaffen.
Der 1964 gedrehte Kriminalfilm Blutige Seide hatte zwar deutliche narrative und dramaturgische Schwächen, machte diese aber mit einer ausgeklügelten Kameraarbeit wett. Zudem „erfand“ Bava mit Blutige Seide und dem vorangegangenen The Girl Who Knew Too Much (La ragazza che sapeva troppo) das in Italien lange Zeit sehr populäre Subgenre des Giallos (ital. Gelb), eine Spielart des Krimis, die ihren Namen den gelben Umschlägen der zugrunde liegenden reißerischen Kriminalromane verdankte. Der Giallo bezog seinen Reiz vor allem aus der Zurschaustellung spekulativ inszenierter Mordszenen und einer psychopathologischen Tätercharakterisierung. Blutige Seide, selbst noch recht zurückhaltend inszeniert, zog Dutzende von ungleich expliziteren Nachfolgefilmen nach sich, die sich ab Ende der 1960er Jahre mit den zunehmend exploitativ inszenierten Edgar-Wallace-Filmen vermischten.
Auch Bava passte sich dem Zeitgeschmack an: Der mit drastischen Mordszenen durchsetzte Im Blutrausch des Satans (1971) gilt als einer der frühen Vertreter des Slasher-Films. Dieser und seine nachfolgenden Filme entbehrten zusehends des visuellen Reizes, der Bavas frühere Arbeiten auszeichnete. Da sie zudem von Produzenten und Verleihern nachlässig behandelt und nachträglich verändert wurden, zog Bava sich Ende der 1970er Jahre aus dem Filmgeschäft zurück.
Sein Sohn Lamberto Bava, lange Jahre sein Regieassistent, ist selbst als Regisseur tätig.

## Filmografie (Auswahl)

### Regisseur
- 1957: Der Vampir von Notre Dame (I vampiri) (Fertigstellung)
- 1960: Die Stunde, wenn Dracula kommt (La maschera del demonio)
- 1961: Vampire gegen Herakles (Ercole al centro della terra)
- 1961: Aladins Abenteuer (Le meraviglie di Aladino) (Co-Regie)
- 1961: Die Rache der Wikinger (Gli invasori)
- 1963: La ragazza che sapeva troppo
- 1963: Die drei Gesichter der Furcht (I tre volti della paura)
- 1963: Der Dämon und die Jungfrau (La frusta e il corpo)
- 1964: Blutige Seide (Sei donne per l'assassino)
- 1964: Der Ritt nach Alamo (La strada per Fort Alamo)
- 1965: Planet der Vampire (Terrore nello spazio)
- 1966: Nebraska-Jim (Ringo del Nebraska) (ungenannt)
- 1966: Eine Handvoll blanker Messer (I coltelli del vendicatore)
- 1966: Die toten Augen des Dr. Dracula (Operazione paura)
- 1966: Der Spion, der aus dem Speiseeis kam (Le spie vengono dal semifreddo)
- 1968: Gefahr: Diabolik! (Diabolik)
- 1970: Red Wedding Night (Il rosso segno della follia)
- 1970: 5 bambole per la luna d’agosto
- 1970: Drei Halunken und ein Halleluja (Roy Colt & Winchester Jack)
- 1971: Quante volte quella notte
- 1971: Im Blutrausch des Satans (Reazione a catena)
- 1972: Baron Blood (Gli orrori del castello di Norimberga)
- 1973: Der Teuflische (Lisa e il diavolo)
- 1974: Wild Dogs (Cani arrabbiati)
- 1977: Shock

### Kameramann
- 1951: Räuber und Gendarm (Guardie e ladri)
- 1952: Die Helden des Sonntags (Gli eroi della domenica)
- 1954: Geliebte Tram (Hanno rubato un tram)
- 1954: Cose da pazzi
- 1956: Neros tolle Nächte (Mio figlio Nerone)
- 1957: Der Vampir von Notre Dame (I vampiri) (& Ko-Drehbuch)
- 1958: La morte viene dallo spazio
- 1959: Caltiki – Rätsel des Grauens (Caltiki il mostro immortale)
- 1959: Herkules und die Königin der Amazonen (Ercole e la regina di Lidia)
- 1960: Das Schwert von Persien (Ester e il re)

### Licht & Effekte
- 1958: Die unglaublichen Abenteuer des Herkules (Le fatiche di Ercole)